# Тоні Роч
Тоні Роч AO MBE (англ. Anthony Dalton Roche; нар. 17 травня 1945) — колишній австралійський професійний тенісист, колишня перша ракетка у парному розряді (1965), багаторазовий переможець турнірів Великого шолома в парному розряді та міксті.
Здобув сорок шість одиночних та вісімнадцять парних титулів туру ATP.
Чотириразовий переможець (у складі збірної) Кубку Девіса.
Завершив кар'єру 1979 року.

## Тренерська кар'єра
Після завершення кар'єри гравця Рош зробив дуже успішну кар'єру тенісного тренера. Він був гравцем-тренером «Денвер Рекетс», яка виграла перший чемпіонат світу з тенісу в 1974 році, і його назвали Тренером року WTT . Лендл мріяв виграти Вімблдон, і оскільки Рош був чудовим гравцем на трав’яному корті, він шукав його опіки. Він також тренував дворазового чемпіона турнірів Великого шолома в одиночному розряді Ллейтона Хьюітта, який прагнув повернути свою кар'єру на правильний шлях після ряду невдалих років у турі ATP

## Фінали турнірів Великого шолома

### Одиночний розряд: 6 (1 титул, 5 поразок)
| Результат        | Рік  | Турнір                               | Покриття | Опонент      | Рахунок            |
| ---------------- | ---- | ------------------------------------ | -------- | ------------ | ------------------ |
| Поразка          | 1965 | Відкритий чемпіонат Франції з тенісу | Ґрунт    | Фред Столл   | 6–3, 0–6, 2–6, 3–6 |
| Перемога         | 1966 | French Championships                 | Ґрунт    | Іштван Гуяш  | 6–1, 6–4, 7–5      |
| Поразка          | 1967 | French Championships                 | Ґрунт    | Рой Емерсон  | 1–6, 4–6, 6–2, 2–6 |
| ↓ Відкрита ера ↓ |      |                                      |          |              |                    |
| Поразка          | 1968 | Вімблдонський турнір                 | Трава    | Род Лейвер   | 3–6, 4–6, 2–6      |
| Поразка          | 1969 | Відкритий чемпіонат США з тенісу     | Трава    | Род Лейвер   | 9–7, 1–6, 2–6, 2–6 |
| Поразка          | 1970 | US Open                              | Трава    | Кен Роузволл | 6–2, 4–6, 6–7, 3–6 |

### Парний розряд: 15 (13 титулів, 2 поразки)
| Результат        | Рік  | Championship                           | Покриття | Партнер      | Опоненти                       | Рахунок                     |
| ---------------- | ---- | -------------------------------------- | -------- | ------------ | ------------------------------ | --------------------------- |
| Поразка          | 1964 | Відкритий чемпіонат Франції з тенісу   | Ґрунт    | Джон Ньюкомб | Рой Емерсон Кен Флетчер        | 5–7, 3–6, 6–3, 5–7          |
| Перемога         | 1965 | Відкритий чемпіонат Австралії з тенісу | Трава    | Джон Ньюкомб | Рой Емерсон Фред Столл         | 3–6, 4–6, 13–11, 6–3, 6–4   |
| Перемога         | 1965 | Вімблдонський турнір                   | Трава    | Джон Ньюкомб | Кен Флетчер Боб Г'юїтт         | 7–5, 6–3, 6–4               |
| Поразка          | 1966 | Australian Championships (2)           | Трава    | Джон Ньюкомб | Рой Емерсон Фред Столл         | 9–7, 3–6, 8–6, 12–14, 10–12 |
| Перемога         | 1967 | Australian Championships (2)           | Трава    | Джон Ньюкомб | Білл Боурі Овен Девідсон       | 3–6, 6–3, 7–5, 6–8, 8–6     |
| Перемога         | 1967 | French Championships                   | Ґрунт    | Джон Ньюкомб | Рой Емерсон Кен Флетчер        | 6–3, 9–7, 12–10             |
| Перемога         | 1967 | Відкритий чемпіонат США з тенісу       | Трава    | Джон Ньюкомб | Білл Боурі Овен Девідсон       | 6–8, 9–7, 6–3, 6–3          |
| ↓ Відкрита ера ↓ |      |                                        |          |              |                                |                             |
| Перемога         | 1968 | Wimbledon (2)                          | Трава    | Джон Ньюкомб | Кен Флетчер Кен Роузволл       | 3–6, 8–6, 5–7, 14–12, 6–3   |
| Перемога         | 1969 | French Open (2)                        | Ґрунт    | Джон Ньюкомб | Рой Емерсон Род Лейвер         | 4–6, 6–1, 3–6, 6–4, 6–4     |
| Перемога         | 1969 | Wimbledon (3)                          | Трава    | Джон Ньюкомб | Том Оккер Марті Ріссен         | 7–5, 11–9, 6–3              |
| Перемога         | 1970 | Wimbledon (4)                          | Трава    | Джон Ньюкомб | Кен Роузволл Фред Столл        | 10–8, 6–3, 6–1              |
| Перемога         | 1971 | Australian Open (3)                    | Трава    | Джон Ньюкомб | Том Оккер Марті Ріссен         | 6–2, 7–6                    |
| Перемога         | 1974 | Wimbledon (5)                          | Трава    | Джон Ньюкомб | Боб Лутц Стен Сміт             | 8–6, 6–4, 6–4               |
| Перемога         | 1976 | Australian Open (4)                    | Трава    | Джон Ньюкомб | Росс Кейс Джефф Мастерз        | 7–6, 6–4                    |
| Перемога         | 1977 | Australian Open (January) (5)          | Трава    | Артур Еш     | Чарлі Пасарелл Ерік ван Діллен | 6–4, 6–4                    |

### Мікст: 5 (2 титули, 3 поразки)
| Результат        | Рік  | Championship                           | Покриття | Партнер       | Опоненти                         | Рахунок       |
| ---------------- | ---- | -------------------------------------- | -------- | ------------- | -------------------------------- | ------------- |
| Поразка          | 1965 | Вімблдонський турнір                   | Трава    | Джуді Тегарт  | Маргарет Корт Кен Флетчер        | 10–12, 3–6    |
| Перемога         | 1966 | Відкритий чемпіонат Австралії з тенісу | Трава    | Дж Тегарт     | Робін Ебберн Білл Боурі          | 6–1, 6–3      |
| Поразка          | 1967 | Australian Championships               | Трава    | Дж Тегарт     | Леслі Тернер Боурі Овен Девідсон | 7–9, 4–6      |
| ↓ Відкрита ера ↓ |      |                                        |          |               |                                  |               |
| Поразка          | 1969 | Wimbledon (2)                          | Трава    | Дж Тегарт     | Енн Джонс Фред Столл             | 2–6, 3–6      |
| Перемога         | 1976 | Wimbledon                              | Трава    | Франсуаз Дюрр | Розмарі Касалс Дік Стоктон       | 6–3, 2–6, 7–5 |

## Досягнення в одиночних турнірах Великого шолома
| Турнір                                 | 1963  | 1964  | 1965  | 1966  | 1967  | 1968  | 1969  | 1970  | 1971  | 1972  | 1973  | 1974  | 1975  | 1976  | 1977  | 1977  | 1978  | 1979  | Career SR |
| -------------------------------------- | ----- | ----- | ----- | ----- | ----- | ----- | ----- | ----- | ----- | ----- | ----- | ----- | ----- | ----- | ----- | ----- | ----- | ----- | --------- |
| Відкритий чемпіонат Австралії з тенісу |       | ЧФ    | ПФ    | ЧФ    | ПФ    |       | ПФ    | ЧФ    | 3р    |       |       | 2р    | ПФ    | ЧФ    | 3р    | 1р    | ЧФ    | 3р    | 0 / 14    |
| Відкритий чемпіонат Франції з тенісу   | 1р    | 2р    | Ф     | W     | Ф     |       | ПФ    |       |       |       |       |       |       |       |       |       |       |       | 1 / 6     |
| Вімблдонський турнір                   | 1р    | 2р    | 2р    | ЧФ    | 2р    | Ф     | ПФ    | ЧФ    | 1р    |       |       | 3р    | ПФ    | 2р    |       |       | 1р    |       | 0 / 13    |
| Відкритий чемпіонат США з тенісу       | 3р    | ЧФ    |       | 3р    |       | 2р    | Ф     | Ф     |       |       |       | 3р    | 2р    |       |       |       |       |       | 0 / 8     |
| Grand Slam SR                          | 0 / 3 | 0 / 4 | 0 / 3 | 1 / 4 | 0 / 3 | 0 / 2 | 0 / 4 | 0 / 3 | 0 / 2 | 0 / 0 | 0 / 0 | 0 / 3 | 0 / 3 | 0 / 2 | 0 / 2 | 0 / 2 | 0 / 2 | 0 / 1 | 1 / 41    |

## Фінали відкритої ери

### Одиночний розряд
| Результат | Ранг | Рік  | Турнір                                            | Покриття  | Опонент          | Рахунок                 |
| --------- | ---- | ---- | ------------------------------------------------- | --------- | ---------------- | ----------------------- |
| Поразка   | 1.   | 1968 | Вімблдонський турнір, London                      | Трава     | Род Лейвер       | 3–6, 4–6, 2–6           |
| Перемога  | 2.   | 1968 | WCT/NTL Professional Championships Final Нью-Йорк | Indoor    | Панчо Гонсалес   | 6-3, 6-4                |
| Перемога  | 3.   | 1969 | Hobart, Австралія                                 | Трава     | Фред Столл       | 3–6, 6–0, 4–6, 1–6      |
| Перемога  | 4.   | 1969 | Sydney, Australia                                 | Трава     | Род Лейвер       | 6–4, 4–6, 9–7, 12–10    |
| Перемога  | 5.   | 1969 | Heineken Open, Нова Зеландія                      | Трава     | Род Лейвер       | 6–1, 6–4, 4–6, 6–3      |
| Поразка   | 6.   | 1969 | Philadelphia WCT, U.S. Pro Indoor                 | Килим     | Род Лейвер       | 5–7, 4–6, 4–6           |
| Поразка   | 7.   | 1969 | Мастерс Рим                                       | Ґрунт     | Джон Ньюкомб     | 3–6, 6–4, 2–6, 7–5, 3–6 |
| Перемога  | 8.   | 1969 | Гамбург, Німеччина                                | Ґрунт     | Том Оккер        | 6–1, 5–7, 8–6, 7–5      |
| Поразка   | 9.   | 1969 | Відкритий чемпіонат США з тенісу                  | Трава     | Род Лейвер       | 9–7, 1–6, 2–6, 2–6      |
| Поразка   | 10.  | 1969 | Вемблі, UK                                        | Килим (i) | Род Лейвер       | 4–6, 1–6, 3–6           |
| Поразка   | 11.  | 1970 | Philadelphia WCT, US                              | Килим     | Род Лейвер       | 3–6, 6–8, 2–6           |
| Перемога  | 12.  | 1970 | Dublin, Ірландія                                  | Трава     | Род Лейвер       | 6–3, 6–1                |
| Перемога  | 13.  | 1970 | Gstaad, Switzerland                               | Ґрунт     | Том Оккер        | 7–5, 7–5, 6–3           |
| Перемога  | 14.  | 1970 | Бостон, US Pro                                    | Тверде    | Род Лейвер       | 3–6, 6–4, 1–6, 6–2, 6–2 |
| Поразка   | 15.  | 1970 | US Open, New York                                 | Трава     | Кен Роузволл     | 6–2, 4–6, 6–7, 3–6      |
| Перемога  | 16.  | 1972 | Washington WCT, US                                | Ґрунт     | Марті Ріссен     | 3–6, 7–6, 6–4           |
| Поразка   | 17.  | 1974 | Bombay, Індія                                     | Ґрунт     | Онні Парун       | 3–6, 3–6, 6–7           |
| Поразка   | 18.  | 1975 | Nottingham, England                               | Трава     | Том Оккер        | 1–6, 6–3, 3–6           |
| Перемога  | 19.  | 1976 | Charlotte WCT, US                                 | Килим     | Вітас Ґерулайтіс | 6–3, 3–6, 6–1           |
| Перемога  | 20.  | 1976 | Marlboro NSW Open 1976                            | Трава     | Дік Стоктон      | 6–3, 3–6, 6–3, 6–4      |
| Поразка   | 21.  | 1977 | Брисбейн, Австралія                               | Трава     | Вітас Герулайтіс | 7–6, 1–6, 1–6, 5–7      |
| Перемога  | 22.  | 1978 | London/Queen's Club, England                      | Трава     | Джон Макінрой    | 8–6, 9–7                |

### Парний розряд
| Результат | Ранг | Рік  | Турнір                       | Покриття   | Партнер         | Опоненти                       | Рахунок                   |
| --------- | ---- | ---- | ---------------------------- | ---------- | --------------- | ------------------------------ | ------------------------- |
| Перемога  | 1.   | 1968 | Вімблдонський турнір, London | Трава      | Джон Ньюкомб    | Кен Роузволл Фред Столл        | 3–6, 8–6, 5–7, 14–12, 6–3 |
| Поразка   | 1.   | 1968 | Гамбург, Німеччина           | Ґрунт      | Джон Ньюкомб    | Том Оккер Марті Ріссен         | 4–6, 4–6, 5–7             |
| Поразка   | 2.   | 1968 | Hobart, Австралія            | Трава      | Фред Столл      | Мал Андерсон Роджер Тейлор     | 5–7, 3–6, 6–4, 6–1, 4–6   |
| Поразка   | 3.   | 1969 | Philadelphia WCT, США        | Килим      | Джон Ньюкомб    | Том Оккер Марті Ріссен         | 6–8, 4–6                  |
| Перемога  | 2.   | 1969 | French Open, Paris           | Ґрунт      | Джон Ньюкомб    | Рой Емерсон Род Лейвер         | 4–6, 6–1, 3–6, 6–4, 6–4   |
| Перемога  | 3.   | 1969 | Wimbledon, London            | Трава      | Джон Ньюкомб    | Том Оккер Марті Ріссен         | 7–5, 11–9, 6–3            |
| Перемога  | 4.   | 1970 | Wimbledon, London            | Трава      | Джон Ньюкомб    | Кен Роузволл Фред Столл        | 10–8, 6–3, 6–1            |
| Перемога  | 5.   | 1970 | Louisville, США              | Тверде     | Джон Ньюкомб    | Рой Емерсон Род Лейвер         | 8–6, 5–7, 6–4             |
| Перемога  | 6.   | 1971 | Australian Open, Melbourne   | Трава      | Джон Ньюкомб    | Том Оккер Марті Ріссен         | 6–2, 7–6                  |
| Перемога  | 7.   | 1971 | Miami WCT, США               | Тверде     | Джон Ньюкомб    | Рой Емерсон Род Лейвер         | 7–6, 7–6                  |
| Поразка   | 4.   | 1971 | Chicago WCT, U.S.            | Килим      | Джон Ньюкомб    | Том Оккер Марті Ріссен         | 6–7, 6–4, 6–7             |
| Перемога  | 8.   | 1971 | Мастерс Рим, Італія          | Ґрунт      | Джон Ньюкомб    | Андрес Хімено Роджер Тейлор    | 6–4, 6–4                  |
| Перемога  | 9.   | 1971 | Tehran WCT, Іран             | Ґрунт      | Джон Ньюкомб    | Боб Кармайкл Рей Раффелз       | 6–4, 6–7, 6–1             |
| Поразка   | 5.   | 1972 | Richmond WCT, США            | Килим      | Джон Ньюкомб    | Том Оккер Марті Ріссен         | 6–7, 6–7                  |
| Поразка   | 6.   | 1972 | Philadelphia WCT, США        | Килим      | Джон Ньюкомб    | Артур Еш Bob Lutz              | 3–6, 7–6, 3–6             |
| Поразка   | 7.   | 1972 | Charlotte WCT, США           | Ґрунт      | Джон Ньюкомб    | Том Оккер Марті Ріссен         | 4–6, 6–4, 6–7             |
| Поразка   | 8.   | 1972 | Las Vegas WCT, США           | Тверде     | Джон Ньюкомб    | Рой Емерсон Род Лейвер         | DEF                       |
| Перемога  | 10.  | 1972 | St. Louis WCT, США           | Килим      | Джон Ньюкомб    | Джон Александер Філ Дент       | 7–6, 6–2                  |
| Поразка   | 9.   | 1972 | Washington Open, США         | Ґрунт      | Джон Ньюкомб    | Том Оккер Марті Ріссен         | 6–3, 3–6, 2–6             |
| Перемога  | 11.  | 1972 | Boston WCT, США              | Тверде     | Джон Ньюкомб    | Артур Еш Боб Луц               | 6–3, 1–6, 7–6             |
| Перемога  | 12.  | 1974 | Toronto WCT, Канада          | Килим      | Рауль Рамірес   | Том Оккер Марті Ріссен         | 6–3, 2–6, 6–4             |
| Поразка   | 10.  | 1974 | Мастерс Монте-Карло, Монако  | Ґрунт      | Мануель Орантес | Джон Александер Філ Дент       | 6–7, 6–4, 6–7, 3–6        |
| Перемога  | 13.  | 1974 | Wimbledon, London            | Трава      | Джон Ньюкомб    | Боб Луц Стен Сміт              | 8–6, 6–4, 6–4             |
| Поразка   | 11.  | 1974 | Сідней, Австралія            | Тверде (i) | Джон Ньюкомб    | Росс Кейс Джефф Мастерз        | 4–6, 4–6                  |
| Перемога  | 14.  | 1976 | Australian Open, Melbourne   | Трава      | Джон Ньюкомб    | Росс Кейс Джефф Мастерз        | 7–6, 6–4                  |
| Перемога  | 15.  | 1976 | Charlotte WCT, США           | Килим      | Джон Ньюкомб    | Вітас Ґерулайтіс Джін Меєр     | 6–3, 7–5                  |
| Перемога  | 16.  | 1977 | Australian Open, Melbourne   | Трава      | Артур Еш        | Чарлі Пасарелл Ерік ван Діллен | 6–4, 6–4                  |
| Поразка   | 12.  | 1977 | Richmond WCT, США            | Килим      | Росс Кейс       | Войцех Фібак Том Оккер         | 4–6, 4–6                  |
| Поразка   | 13.  | 1977 | Toronto Indoor WCT, Канада   | Килим      | Росс Кейс       | Войцех Фібак Том Оккер         | 4–6, 1–6                  |
| Перемога  | 17.  | 1977 | Сідней, Австралія            | Тверде (i) | Джон Ньюкомб    | Росс Кейс Джефф Мастерз        | 6–7, 6–3, 6–1             |
| Перемога  | 18.  | 1978 | Sydney Indoor, Австралія     | Тверде (i) | Джон Ньюкомб    | Марк Едмондсон Джон Маркс      | 6–4, 6–3                  |